# كفر ميت أبو الكوم
كفر ميت أبو الكوم إحدى قرى مركز تلا التابع لمحافظة المنوفية بجمهورية مصر العربية، يحدها قرى طوخ دلكة وكمشيش وزرقان وميت أبو الكوم.

## السكان
بلغ عدد سكان كفر ميت أبو الكوم 2,037 نسمة، حسب الإحصاء الرسمي لعام 2006.